# Challenge League 2022-2023
La Challenge League 2022-2023, nota come dieci Challenge League 2022-2023 per motivi di sponsorizzazione, è stata la 126ª edizione della seconda divisione del campionato svizzero di calcio, la 20ª sotto l'attuale denominazione. La stagione regolare ha avuto inizio il 17 luglio 2022 ed è terminata il 27 maggio 2023 con la promozione in Super League di Yverdon e Losanna.

## Stagione

### Novità
Dieci squadre si sfideranno in campionato: otto squadre della stagione precedente parteciperanno nuovamente al campionato. A loro si unisce il Losanna, l'ultima squadra della Super League 2021-2022, che sostituisce il Winterthur, campione della stagione precedente. L'ultimo classificato della scorsa stagione, il Kriens, è stato retrocesso e sostituito dal Bellinzona, che è stato promosso dalla Promotion League 2021-2022. Lo Sciaffusa, perdente dei playoff retrocessione/promozione 2021-22, è rientrato in campionato.

### Formula
A causa del cambio di formato e dell'aumento del numero di squadre nella Super League 2023-2024, questa stagione funzionerà come una stagione di transizione. Di conseguenza, le prime due squadre saranno promosse direttamente e nessuna squadra sarà retrocessa a fine stagione. Inoltre, la terza squadra classificata giocherà uno spareggio promozione contro l'ultima squadra classificata della Super League 2022-2023, quindi un totale di tre squadre potrebbero ottenere la promozione in Super League. Saranno promosse due squadre della Promotion League 2022-23 e la terza giocherà un playoff retrocessione con l'ultima squadra della Challenge League.

## Squadre partecipanti
| Club                 | Stagione | Città             | Stadio                                                       | Stagione precedente |
| -------------------- | -------- | ----------------- | ------------------------------------------------------------ | ------------------- |
| Aarau                | dettagli | Aarau             | Stadion Brügglifeld                                          |                     |
| Bellinzona           | dettagli | Bellinzona        | Stadio comunale                                              |                     |
| Losanna              | dettagli | Losanna           | Stadio della Tuilière                                        |                     |
| Sciaffusa            | dettagli | Sciaffusa         | Berformance Arena                                            |                     |
| Stade Lausanne-Ouchy | dettagli | Losanna           | Stade Olympique de la Pontaise, Stade Juan-Antonio Samaranch |                     |
| Thun                 | dettagli | Thun              | Stockhorn Arena                                              |                     |
| Vaduz                | dettagli | Vaduz             | Stadion Rheinpark                                            |                     |
| Wil                  | dettagli | Wil               | IGP Arena                                                    |                     |
| Xamax Neuchâtel      | dettagli | Neuchâtel         | La Maladière                                                 |                     |
| Yverdon              | dettagli | Yverdon-les-Bains | Stade Municipal Yverdon-les-Bains                            |                     |

## Allenatori e primatisti
| Squadra              | Allenatore | Giocatore più presente (tra parentesi il numero delle presenze) | Capocannoniere (tra parentesi il numero dei gol segnati) |
| -------------------- | --- | --------------------------------------------------------------- | -------------------------------------------------------- |
| Aarau                | Stephan Keller (1ª-14ª) Boris Smiljanić (15ª-36ª)                                                                                                   | Simon Enzler (36) Nuno Da Silva (36)                            | Shkelqim Vladi (15)                                      |
| Bellinzona           | David Sesa (1ª-5ª) Fernando Cocimano (6ª-8ª) Baldo Raineri (9ª-18ª) Stefano Maccoppi (19ª-26ª) Fernando Cocimano (27ª-30ª) Sergio Zanetti (31ª-36ª) | Matteo Tosetti (33)                                             | Sergio Cortelezzi (8)                                    |
| Losanna              | Ludovic Magnin | Archie Brown (34) Brighton Labeau (34)                          | Brighton Labeau (19)                                     |
| Sciaffusa            | Hakan Yakın (1ª-4ª) André Meier (5ª-6ª) Hakan Yakın (7ª-34ª) Selcuk Sasivari (35ª-36ª)                                                              | Serge Müller (35)                                               | Raúl Bobadilla (11)                                      |
| Stade Lausanne-Ouchy | Anthony Braizat | Alban Ajdini (36)                                               | Teddy Okou (19)                                          |
| Thun                 | Mauro Lustrinelli | Nicola Sutter (34) Gabriel Kyeremateng (34)                     | Gabriel Kyeremateng (16)                                 |
| Vaduz                | Alessandro Mangiarratti (1ª-16ª) Alex Kern (17ª-18ª) Jürgen Seeberger (19ª-22ª) Jan Mayer (23ª) Martin Stocklasa (24ª-36ª)                          | Franklin Sasere (35) Tunahan Çiçek (35)                         | Tunahan Çiçek (12)                                       |
| Wil                  | Brunello Iacopetta | Josias Lukembila (36)                                           | Nikolas Muci (11)                                        |
| Xamax Neuchatel      | Andrea Binotto (1ª-6ª) Jeff Saibene (7ª-30ª) Ulrich Forte (31ª-36ª)                                                                                 | Théo Guivarch (35)                                              | Raphaël Nuzzolo (7)                                      |
| Yverdon              | Marco Schällibaum | Brian Beyer (36)                                                | Brian Beyer (12) Koro Koné (12)                          |

## Classifica finale
|       | Pos. | Squadra              | Pt | G  | V  | N  | P  | GF | GS | DR  |
| ----- | ---- | -------------------- | -- | -- | -- | -- | -- | -- | -- | --- |
|       | 1.   | Yverdon              | 66 | 36 | 20 | 6  | 10 | 64 | 53 | +11 |
|       | 2.   | Losanna              | 61 | 36 | 17 | 10 | 9  | 58 | 43 | +15 |
|       | 3.   | Stade Lausanne-Ouchy | 60 | 36 | 17 | 9  | 10 | 70 | 53 | +17 |
|       | 4.   | Aarau                | 57 | 36 | 15 | 12 | 9  | 63 | 57 | +6  |
|       | 5.   | Wil                  | 56 | 36 | 16 | 8  | 12 | 62 | 52 | +10 |
|       | 6.   | Thun                 | 49 | 36 | 12 | 13 | 11 | 62 | 55 | +7  |
|       | 7.   | Sciaffusa            | 44 | 36 | 12 | 8  | 16 | 51 | 59 | -8  |
| [ 2 ] | 8.   | Vaduz                | 37 | 36 | 7  | 16 | 13 | 54 | 56 | -2  |
|       | 9.   | Bellinzona           | 37 | 36 | 11 | 4  | 21 | 38 | 71 | -33 |
|       | 10.  | Xamax Neuchâtel      | 24 | 36 | 4  | 12 | 20 | 42 | 65 | -23 |

Legenda:
      Promossa in Super League 2023-2024.
 Ammessa allo spareggio promozione-retrocessione.
      Ammessa alle qualificazioni della UEFA Europa Conference League 2023-2024.
      Retrocessa in Promotion League 2023-2024.
Regolamento:
Tre punti a vittoria, uno a pareggio, zero a sconfitta.
In caso di arrivo di due o più squadre a pari punti, la graduatoria finale verrà stilata secondo la classifica avulsa tra le squadre interessate che prevede, in ordine, i seguenti criteri:
- Punti negli scontri diretti
- Differenza reti negli scontri diretti
- Differenza reti generale
- Reti realizzate in generale
- Sorteggio

## Risultati

### Prima fase
|                      | AAR  | ACB  | LOS  | FCS  | SLO  | THU  | VAD  | WIL  | XAM  | YVE  |
| -------------------- | ---- | ---- | ---- | ---- | ---- | ---- | ---- | ---- | ---- | ---- |
| Aarau                | –––– | 0-1  | 1-2  | 1-0  | 3-3  | 2-2  | 1-1  | 2-1  | 3-3  | 3-2  |
| Bellinzona           | 0-4  | –––– | 1-0  | 1-3  | 1-4  | 1-3  | 2-0  | 5-1  | 3-1  | 1-2  |
| Losanna              | 2-2  | 1-1  | –––– | 5-1  | 0-0  | 2-1  | 3-1  | 4-0  | 2-1  | 3-2  |
| Sciaffusa            | 0-2  | 1-0  | 0-0  | –––– | 0-2  | 1-0  | 2-2  | 0-1  | 2-0  | 1-2  |
| Stade Lausanne-Ouchy | 2-1  | 2-1  | 2-1  | 0-2  | –––– | 2-2  | 1-5  | 2-1  | 2-1  | 5-0  |
| Thun                 | 2-2  | 1-1  | 2-0  | 2-1  | 0-2  | –––– | 1-1  | 1-3  | 2-1  | 1-3  |
| Vaduz                | 4-0  | 2-3  | 1-0  | 1-1  | 0-2  | 2-4  | –––– | 0-0  | 1-1  | 3-3  |
| Wil                  | 6-1  | 5-1  | 1-0  | 4-3  | 0-0  | 1-1  | 2-0  | –––– | 2-0  | 4-0  |
| Xamax Neuchatel      | 1-2  | 4-0  | 0-1  | 1-1  | 2-1  | 2-2  | 1-1  | 1-1  | –––– | 2-3  |
| Yverdon              | 2-2  | 0-1  | 4-0  | 3-0  | 2-1  | 3-1  | 3-1  | 1-3  | 3-1  | –––– |

### Seconda fase
|                      | AAR  | ACB  | LOS  | FCS  | SLO  | THU  | VAD  | WIL  | XAM  | YVE  |
| -------------------- | ---- | ---- | ---- | ---- | ---- | ---- | ---- | ---- | ---- | ---- |
| Aarau                | –––– | 2-0  | 2-2  | 2-0  | 2-3  | 1-0  | 0-2  | 0-0  | 5-2  | 1-2  |
| Bellinzona           | 0-1  | –––– | 1-0  | 0-2  | 0-1  | 3-0  | 1-6  | 3-2  | 1-1  | 0-2  |
| Losanna              | 4-1  | 1-1  | –––– | 1-1  | 2-1  | 1-3  | 0-0  | 2-0  | 2-1  | 2-0  |
| Sciaffusa            | 2-2  | 2-1  | 1-2  | –––– | 2-4  | 0-5  | 1-0  | 4-1  | 1-1  | 3-4  |
| Stade Lausanne-Ouchy | 3-4  | 6-0  | 2-4  | 0-4  | –––– | 2-2  | 0-0  | 3-4  | 2-0  | 4-1  |
| Thun                 | 2-3  | 2-0  | 3-3  | 2-3  | 1-1  | –––– | 3-3  | 1-1  | 1-0  | 3-1  |
| Vaduz                | 0-1  | 2-1  | 1-1  | 1-4  | 2-2  | 0-3  | –––– | 2-2  | 1-2  | 0-0  |
| Wil                  | 0-3  | 3-0  | 1-2  | 3-1  | 1-2  | 1-2  | 2-0  | –––– | 3-2  | 0-2  |
| Xamax Neuchatel      | 0-0  | 3-0  | 2-3  | 1-1  | 1-1  | 1-1  | 1-6  | 0-1  | –––– | 1-2  |
| Yverdon              | 1-1  | 1-2  | 1-0  | 2-0  | 1-0  | 1-0  | 2-2  | 1-1  | 2-0  | –––– |

## Spareggi

### Spareggio promozione
Allo spareggio sono ammesse la nona classificata in Super League e la seconda classificata in Challenge League.
|                      | Risultati |                      | Luogo e data           |
| -------------------- | --------- | -------------------- | ---------------------- |
| Stade Lausanne-Ouchy | 2-0       | Sion                 | Sion, 3 giugno 2023    |
| Sion                 | 2-4       | Stade Lausanne-Ouchy | Losanna, 6 giugno 2023 |
|                      |           |                      |                        |

### Spareggio salvezza
Allo spareggio sono ammesse l'ultima classificata in Challenge League e la terza classificata in Promotion League.
|                 | Risultati |                 | Luogo e data                    |
| --------------- | --------- | --------------- | ------------------------------- |
| Rapperswil-Jona | 1-3       | Neuchâtel Xamax | Rapperswil-Jona, 31 maggio 2023 |
| Neuchâtel Xamax | 3-0       | Rapperswil-Jona | Neuchâtel, 3 giugno 2023        |
|                 |           |                 |                                 |

## Statistiche

### Squadre

#### Capoliste solitarie
|    | —— | ——      | ——      | ——  | —— | —— | —— | ——      | ——  | ——      | ——  | ——      | ——             | ——             | ——  | ——  | ——  | ——  | ——  | ——  | ——  | ——  | ——  | ——  | ——      | ——      | ——      | ——      | ——      | ——      | ——      | ——      | ——      | ——      | ——      | —— |  |
|    |    | Yverdon | Yverdon | Wil |    |    |    | Losanna |     | Losanna |     | Losanna | Stade Lausanne | Stade Lausanne | Wil |     |     |     |     |     | Wil | Wil | Wil |     | Yverdon | Yverdon | Yverdon | Yverdon | Yverdon | Yverdon | Yverdon | Yverdon | Yverdon | Yverdon | Yverdon |    |  |
|    |    |         |         |     |    |    |    |         |     |         |     |         |                |                |     |     |     |     |     |     |     |     |     |     |         |         |         |         |         |         |         |         |         |         |         |    |  |
|    |    |         |         |     |    |    |    |         |     |         |     |         |                |                |     |     |     |     |     |     |     |     |     |     |         |         |         |         |         |         |         |         |         |         |         |    |  |
| 1ª | 2ª | 3ª      | 4ª      | 5ª  | 6ª | 7ª | 8ª | 9ª      | 10ª | 11ª     | 12ª | 13ª     | 14ª            | 15ª            | 16ª | 17ª | 18ª | 19ª | 20ª | 21ª | 22ª | 23ª | 24ª | 25ª | 26ª     | 27ª     | 28ª     | 29ª     | 30ª     | 31ª     | 32ª     | 33ª     | 34ª     | 35ª     | 36ª     |    |  |

#### Classifica in divenire
|                      | 1ª | 2ª | 3ª | 4ª | 5ª | 6ª | 7ª | 8ª | 9ª | 10ª | 11ª | 12ª | 13ª | 14ª | 15ª | 16ª | 17ª | 18ª | 19ª | 20ª | 21ª | 22ª | 23ª | 24ª | 25ª | 26ª | 27ª | 28ª | 29ª | 30ª | 31ª | 32ª | 33ª | 34ª | 35ª | 36ª |
| -------------------- | -- | -- | -- | -- | -- | -- | -- | -- | -- | --- | --- | --- | --- | --- | --- | --- | --- | --- | --- | --- | --- | --- | --- | --- | --- | --- | --- | --- | --- | --- | --- | --- | --- | --- | --- | --- |
| Bellinzona           | 3  | 4  | 4  | 7  | 7  | 10 | 13 | 13 | 13 | 13  | 16  | 19  | 19  | 22  | 22  | 23  | 23  | 23  | 23  | 23  | 23  | 24  | 24  | 24  | 24  | 25  | 25  | 28  | 28  | 31  | 31  | 31  | 34  | 34  | 37  | 37  |
| Aarau                | 1  | 4  | 4  | 5  | 8  | 9  | 12 | 15 | 16 | 17  | 17  | 17  | 18  | 18  | 21  | 21  | 24  | 25  | 28  | 28  | 28  | 29  | 32  | 33  | 33  | 36  | 36  | 39  | 42  | 45  | 48  | 49  | 52  | 55  | 56  | 57  |
| Losanna              | 0  | 3  | 6  | 7  | 10 | 13 | 13 | 16 | 19 | 19  | 22  | 22  | 25  | 25  | 26  | 27  | 27  | 28  | 31  | 34  | 37  | 38  | 41  | 42  | 45  | 45  | 48  | 48  | 51  | 52  | 53  | 53  | 56  | 57  | 60  | 61  |
| Sciaffusa            | 3  | 3  | 6  | 6  | 9  | 9  | 10 | 10 | 13 | 14  | 14  | 15  | 15  | 15  | 16  | 16  | 16  | 19  | 20  | 23  | 26  | 27  | 30  | 30  | 30  | 30  | 33  | 36  | 36  | 36  | 37  | 40  | 40  | 40  | 41  | 44  |
| Thun Oberland        | 0  | 1  | 1  | 2  | 5  | 6  | 9  | 10 | 13 | 14  | 14  | 14  | 14  | 15  | 15  | 18  | 21  | 22  | 22  | 25  | 28  | 29  | 32  | 35  | 36  | 39  | 42  | 45  | 45  | 46  | 47  | 48  | 48  | 49  | 49  | 49  |
| Vaduz                | 1  | 2  | 2  | 2  | 2  | 2  | 3  | 4  | 4  | 5   | 8   | 11  | 12  | 12  | 13  | 13  | 16  | 17  | 18  | 18  | 18  | 19  | 19  | 20  | 23  | 24  | 27  | 27  | 30  | 31  | 32  | 33  | 33  | 33  | 34  | 37  |
| Wil                  | 3  | 3  | 6  | 9  | 12 | 13 | 13 | 16 | 16 | 19  | 19  | 22  | 23  | 26  | 29  | 32  | 33  | 34  | 35  | 38  | 41  | 44  | 44  | 45  | 46  | 46  | 46  | 46  | 49  | 52  | 52  | 53  | 53  | 56  | 56  | 56  |
| Xamax Neuchatel      | 0  | 0  | 0  | 0  | 0  | 0  | 0  | 1  | 1  | 4   | 4   | 5   | 6   | 7   | 8   | 11  | 12  | 12  | 13  | 13  | 13  | 13  | 16  | 17  | 17  | 18  | 19  | 19  | 19  | 19  | 20  | 20  | 20  | 23  | 24  | 24  |
| Stade Lausanne-Ouchy | 0  | 3  | 6  | 7  | 7  | 8  | 11 | 12 | 15 | 18  | 21  | 21  | 24  | 27  | 30  | 30  | 33  | 34  | 34  | 34  | 34  | 35  | 35  | 38  | 41  | 42  | 43  | 43  | 43  | 44  | 47  | 50  | 53  | 56  | 57  | 60  |
| Yverdon              | 3  | 4  | 7  | 10 | 10 | 13 | 13 | 13 | 14 | 14  | 17  | 20  | 23  | 26  | 26  | 29  | 29  | 32  | 35  | 38  | 41  | 42  | 42  | 43  | 46  | 49  | 49  | 52  | 55  | 55  | 56  | 59  | 62  | 62  | 63  | 66  |

#### Classifiche di rendimento

##### Rendimento andata-ritorno
| Andata               | Andata | Ritorno              | Ritorno |
|                      |        |                      |         |
| Wil                  | 34     | Yverdon              | 34      |
| Stade Lausanne-Ouchy | 34     | Losanna              | 33      |
| Yverdon              | 32     | Aarau                | 32      |
| Losanna              | 28     | Thun                 | 27      |
| Aarau                | 25     | Stade Lausanne-Ouchy | 26      |
| Bellinzona           | 23     | Sciaffusa            | 25      |
| Thun                 | 22     | Wil                  | 22      |
| Sciaffusa            | 19     | Vaduz                | 20      |
| Vaduz                | 17     | Bellinzona           | 14      |
| Xamax Neuchatel      | 12     | Xamax Neuchatel      | 12      |

##### Rendimento casa-trasferta
| Casa                 | Casa | Trasferta            | Trasferta |
|                      |      |                      |           |
| Losanna              | 39   | Stade Lausanne-Ouchy | 30        |
| Yverdon              | 37   | Aarau                | 30        |
| Wil                  | 35   | Yverdon              | 29        |
| Stade Lausanne-Ouchy | 30   | Thun Oberland        | 24        |
| Aarau                | 27   | Sciaffusa            | 22        |
| Thun Oberland        | 25   | Losanna              | 22        |
| Sciaffusa            | 22   | Wil                  | 21        |
| Bellinzona           | 22   | Vaduz                | 20        |
| Xamax Neuchatel      | 17   | Bellinzona           | 15        |
| Vaduz                | 17   | Xamax Neuchatel      | 7         |

#### Primati stagionali
Squadre
- Maggior numero di vittorie: Yverdon (20)
- Maggior numero di pareggi: Vaduz (16)
- Maggior numero di sconfitte: Bellinzona (21)
- Minor numero di vittorie: Xamax Neuchatel (4)
- Minor numero di pareggi: Bellinzona (4)
- Minor numero di sconfitte: Losanna, Aarau (9)
- Miglior attacco: Stade Lausanne-Ouchy (70 gol fatti)
- Peggior attacco: Bellinzona (38 gol fatti)
- Miglior difesa: Losanna (43 gol subiti)
- Peggior difesa: Bellinzona (71 gol subiti)
- Miglior differenza reti: Stade Lausanne-Ouchy (+17)
- Peggior differenza reti: Bellinzona (-33)
- Miglior serie positiva: Wil (11, 12ª-22ª)
- Peggior serie negativa: Xamax Neuchatel (7, 1ª-7ª)
- Maggior numero di vittorie consecutive: Stade Lausanne-Ouchy (4, 31ª-34ª) , Yverdon (4, 18ª-21ª) , Aarau (4, 28ª-31ª) , Yverdon (4, 11ª-14ª)

Partite
- Più gol (7):

Sciaffusa-Yverdon 3-4, 14 aprile 2023
Xamax Neuchatel-Vaduz 1-6, 27 maggio 2023
Stade Lausanne-Ouchy-Wil 3-4, 12 febbraio 2023
Wil-Aarau 6-1, 13 novembre 2022
Wil-Sciaffusa 4-3, 28 ottobre 2022
Bellinzona-Vaduz 1-6, 16 aprile 2023
Stade Lausanne-Ouchy-Aarau 3-4, 8 aprile 2023
Aarau-Xamax Neuchatel 5-2, 22 aprile 2023
- Maggior scarto di gol (6): Stade Lausanne-Ouchy-Bellinzona 6-0
- Maggior numero di reti in una giornata: 24 gol nella 36ª giornata
- Minor numero di reti in una giornata: 8 gol nella 31ª giornata, 8 gol nella 24ª giornata
- Maggior numero di espulsioni in una giornata: 3 in 33ª giornata, 31ª giornata, 23ª giornata, 15ª giornata

### Individuali

#### Classifica marcatori
| Gol | Rigori |  | Giocatore           | Squadra              |
| --- | ------ |  | ------------------- | -------------------- |
| 19  | 0      |  | Brighton Labeau     | Losanna              |
| 19  | 2      |  | Teddy Okou          | Stade Lausanne-Ouchy |
| 16  | 4      |  | Gabriel Kyeremateng | Thun                 |
| 15  | 4      |  | Shkelqim Vladi      | Aarau                |
| 14  | 4      |  | Valon Fazliu        | Aarau                |
| 13  | 2      |  | Alban Ajdini        | Stade Lausanne-Ouchy |
| 12  | 1      |  | Brian Beyer         | Yverdon              |
| 12  | 4      |  | Tunahan Çiçek       | Vaduz                |
| 12  | 2      |  | Koro Koné           | Yverdon              |
| 11  | 0      |  | Raúl Bobadilla      | Sciaffusa            |
| 11  | 1      |  | Nikolas Muci        | Wil                  |
| 8   | 3      |  | Sergio Cortelezzi   | Bellinzona           |
| 8   | 0      |  | Andrin Hunziker     | Aarau                |
| 8   | 0      |  | Josias Lukembila    | Wil                  |
| 8   | 1      |  | Liridon Mulaj       | Stade Lausanne-Ouchy |
| 8   | 8      |  | Serge Müller        | Sciaffusa            |

#### Media spettatori
| Club                 | Pos. | Media | Totale | Abbonamenti |
| -------------------- | ---- | ----- | ------ | ----------- |
| Losanna              | 1    | 4 983 | 89 697 |             |
| Aarau                | 2    | 4 085 | 73 521 |             |
| Xamax Neuchatel      | 3    | 3 256 | 58 609 |             |
| Thun Oberland        | 4    | 3 079 | 55 426 |             |
| Yverdon              | 5    | 1 525 | 27 455 |             |
| Vaduz                | 6    | 1 491 | 26 838 |             |
| Wil                  | 7    | 1 475 | 26 550 |             |
| Stade Lausanne-Ouchy | 8    | 1 190 | 21 417 |             |
| Bellinzona           | 9    | 1 144 | 20 586 |             |
| Sciaffusa            | 10   | 1 119 | 20 141 |             |

#### Arbitri
- Nico Gianforte (18)
- Anojen Kanagasingam (18)
- Johannes von Mandach (17)
- Mirel Turkes (16)
- David Huwiler (14)
- Maxime Odiet (14)
- Tobias Thies (13)
- Marijan Drmic (9)
- David Schärli (8)
- Stefan Horisberger (7)
- Esther Staubli (7)
- Luca Piccolo (6)
- Sven Wolfensberger (6)
- Alain Bieri (4)

- Alessandro Dudic (4)
- Luca Cibelli (3)
- Mujo Dedukic (2)
- Désirée Grundbacher (2)
- Jonathan Jaussi (2)
- Hajrim Qovanaj (2)
- Hüseyin Sanli (2)
- Michèle Schmölzer (2)
- Lukas Fähndrich (1)
- Fedayi San (1)
- Urs Schnyder (1)
- Lionel Tschudi (1)